# دوو سیلو
دوو سیلو یا دوو نکسیا (به کره‌ای: 대우 르망) خودرویی سواری از شرکت خودروسازی کره‌ای دوو و فیس‌لیفت دوو ریسر بود که از سال ۱۹۹۴ تا ۲۰۱۶ تولید می‌شد. این خودرو در مقاطعی در کشورهای مختلفی مثل کرهٔ جنوبی، ویتنام، ایران، مصر، رومانی، ازبکستان و بریتانیا تولید شد. تولید این خودرو در سال ۱۹۹۷ در کرهٔ جنوبی متوقف شد؛ اما تولید آن در مصر تا ۲۰۰۸، در رومانی تا ۲۰۰۷ و در ازبکستان تا ۲۰۱۶ ادامه داشت. در نهایت نسخه‌ای از شورلت آویو در ازبکستان جایگزین این خودرو شد. نام دیگر این خودرو نکسیا بود. این خودرو در ایران از ۱۳۷۵ تا ۱۳۸۳ توسط کرمان موتور تولید می‌شد، سپس به دلیل تحریم‌های آمریکا علیه ایران تولید این خودرو متوقف شد.
دوو سیلو از سال ۱۳۷۵ تا اواسط ۱۳۸۳ در ایران توسط کرمان موتور تولید می‌شد و پس از آن کرمان موتور هیوندای ورنا را جایگزین آن کرد. حدود ۴۰ هزار دستگاه از این خودرو در ایران تولید شد. پس از خریداری شرکت دوو توسط جنرال موتورز آمریکا، همکاری دوو و کرمان موتور به دلیل تحریم‌ها پایان یافت.

## مشخصات فنی
دوو سیلو ۴ سیلندر بوده و وزن خالص آن ۱۰۲۵ کیلوگرم است. موتور این خودرو ۸۰ اسب بخار قدرت و ۱۲۷ نیوتن‌متر گشتاور تولید می‌کند. حجم موتور آن نیز ۱۴۹۸ سانتیمتر مکعب است.
دوو سیلو مدل ارتقا یافتهٔ دوو ریسر است که از سال ۱۹۹۵ وارد بازارهای جهانی شد. این مدل دوو درست یک سال بعد از تولید در کرهٔ جنوبی وارد بازار خودرو ایران شد و شرکت کرمان موتور خط تولید آن را راه‌اندازی کرد. کرمان خودرو در خلال سال‌های ۱۳۷۵ تا اواخر سال ۱۳۸۳ این مدل پرطرفدار دوو را تولید کرد که تعداد آن به ۴۰ هزار دستگاه می‌رسد اما به دلیل ورشکستگی شرکت دوو و خرید سهام آن توسط شرکت آمریکایی جنرال موتورز اجازه تولید این خودرو به دلیل تحریم اقتصادی ایران از کرمان موتور گرفته شد.

## دوو نکسیا در ازبکستان
این خودرو در ازبکستان توسط آزاتو که بعداً به جنرال موتورز ازبکستان تغییر نام داد، به مدت ۲۴ سال تولید شد. این خودرو در سال ۲۰۰۸ فیس‌لیفت شد و موتور آن با استانداردهای یورو ۴ تطبیق یافت. در نهایت در اوت ۲۰۱۶ آخرین نسخهٔ این خودرو با حداقل قیمتی معادل ۶ هزار دلار از خط تولید خارج شد. این خودرو به دلیل ارزان و قابل اتکاء بودن، در ازبکستان پرطرفدار بود و در مجموع حدود ۵۰۰ هزار دستگاه از آن تولید شد.

### نگارخانه

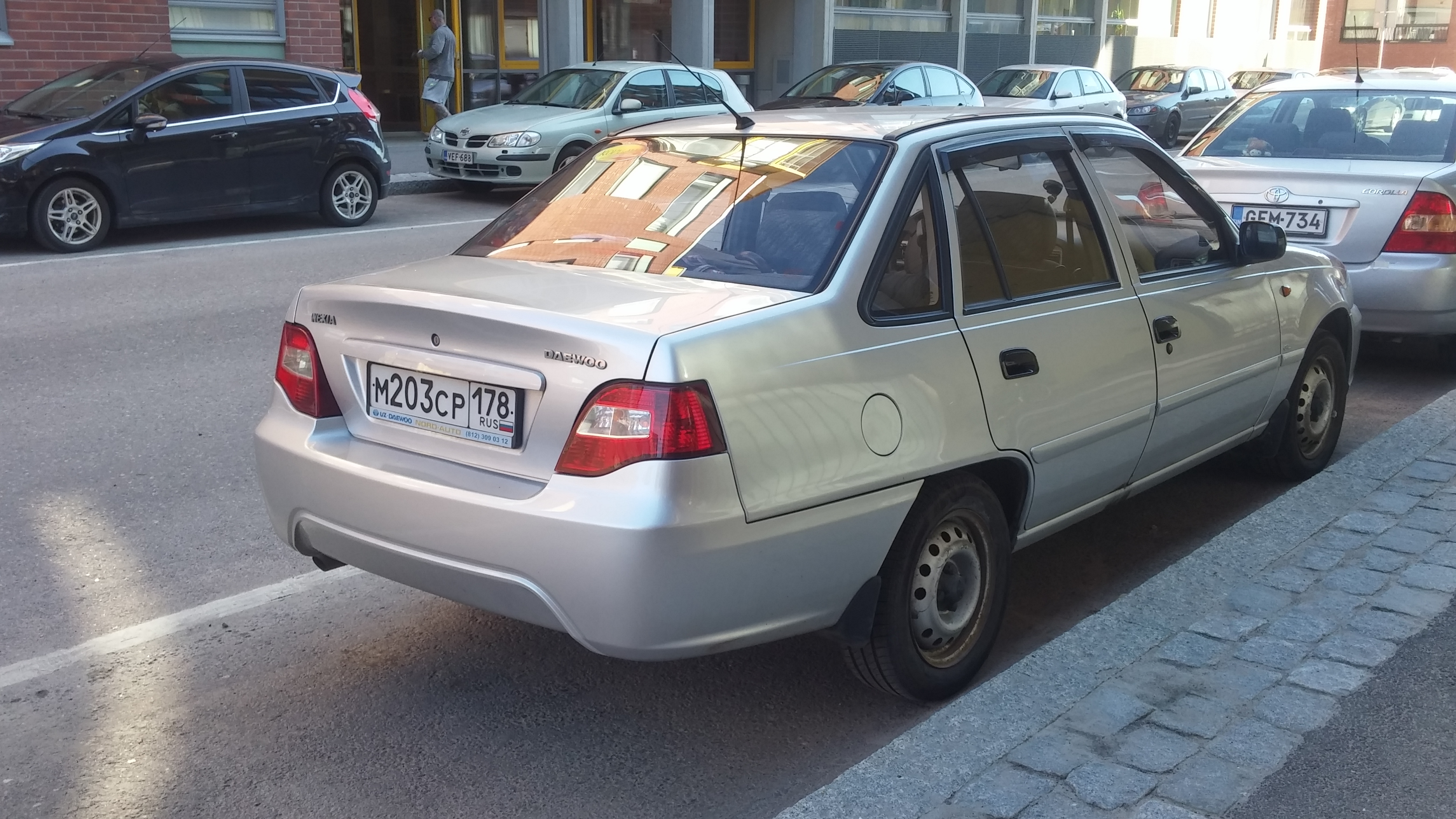
نسخه فیس‌لیفت دوو سیلو در ازبکستان
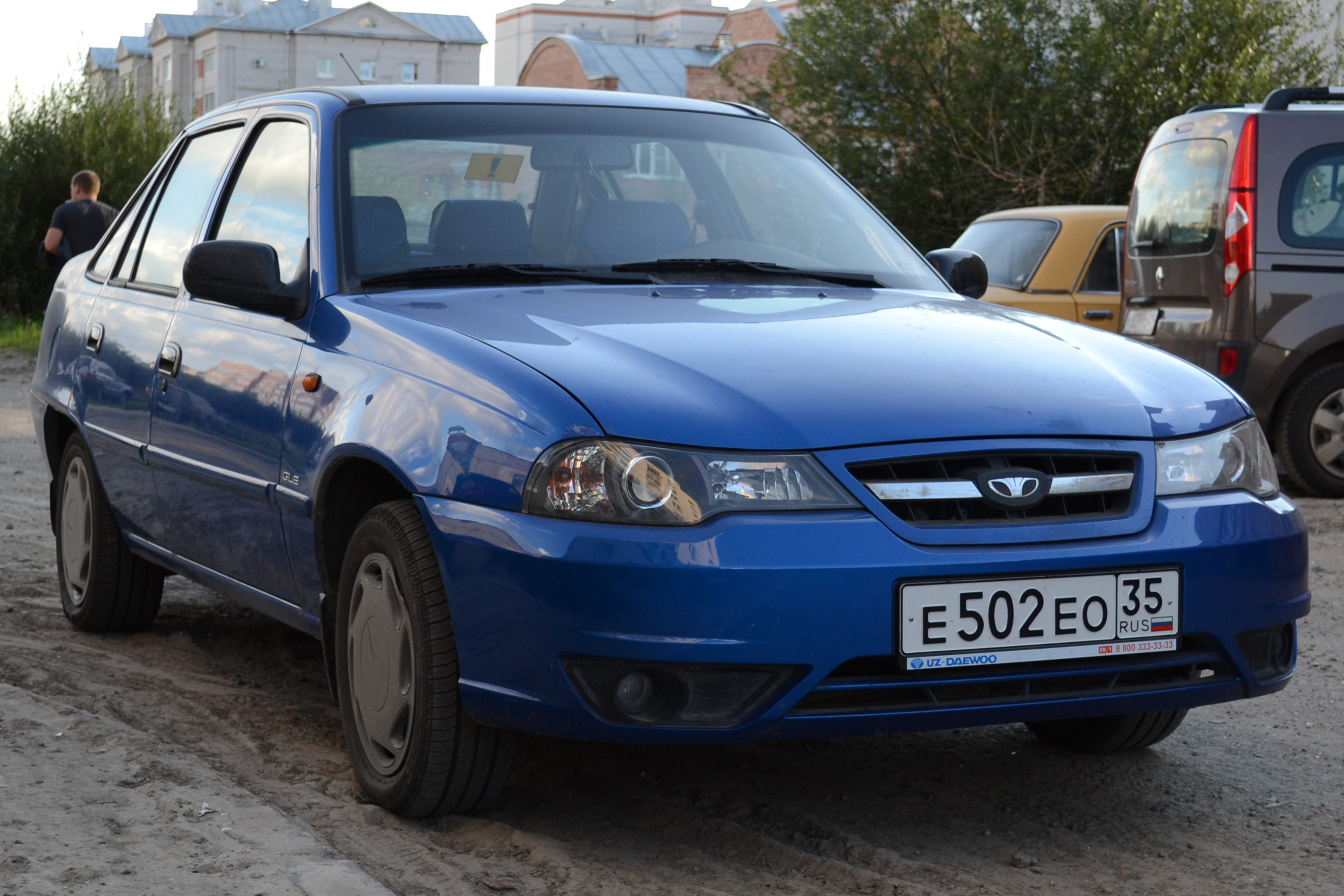
نسخه فیس‌لیفت دوو سیلو در ازبکستان
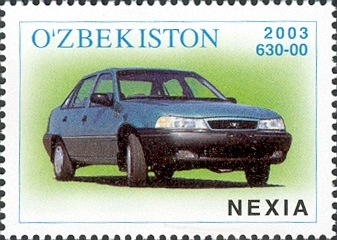
تمبر دوو سیلو در ازبکستان